# Halton, Lancashire
Halton är en by i Lancaster i Lancashire i England. Orten har 2 170 invånare (2001). Byn nämndes i Domedagsboken (Domesday Book) år 1086, och kallades då Haltun(e).